# José Gavica
José Eduardo Gavica Peñafiel (né le 8 janvier 1969 à Guayaquil en Équateur) est un joueur de football international équatorien, qui évoluait au poste de milieu de terrain.

## Biographie

### Carrière en sélection
Avec l'équipe d'Équateur, il joue 34 matchs (pour 4 buts inscrits) entre 1992 et 2003. 
Il figure notamment dans le groupe des sélectionnés lors des Copa América de 1993 et de 1997.

## Palmarès
| Barcelona - Championnat d'Équateur (4) : - Champion : 1989, 1991, 1995 et 1997. |  | El Nacional - Championnat d'Équateur (1) : - Champion : 2005 (Clôture). |